# 田中瑠奈
田中 瑠奈（たなか るな、1998年7月9日 - ）は、日本の女子バレーボール選手である。

## 来歴
神奈川県横浜市出身。友人に勧められ、小学3年生からバレーボールを始める。
川崎市立橘高等学校を経て、2016/17シーズン、V・チャレンジリーグIに所属する群馬銀行グリーンウイングスの内定選手となった。内定選手としてV・チャレンジリーグIの試合に出場し、Vリーグデビューを果たした。
2017年、高校卒業後に、群馬銀行グリーンウイングスに入団した。
2020/21シーズン、V2女子でチームの優勝に貢献し、最高殊勲選手賞と得点王を受賞した。
2021/22シーズン、V2女子でチームの準優勝に貢献し、敢闘選手賞とサーブ賞を受賞した。
2023年、群馬銀行グリーンウイングスを退団し、V1女子のNECレッドロケッツに移籍した。
2025年4月、2024-25シーズン限りでの退団が発表された。5月7日に自由交渉選手として公示。7月に信州ブリリアントアリーズ入団が発表された。

## 所属チーム
- 川崎市立橘高等学校（2014-2017年）
- 群馬銀行グリーンウイングス（2017-2023年）
- NECレッドロケッツ/NECレッドロケッツ川崎（2023-2025年）
- 信州ブリリアントアリーズ（2025年-）

## 受賞歴
- 2021年 - 2020-21 V.LEAGUE DIVISION2 WOMEN 最高殊勲選手賞、得点王
- 2022年 - 2021-22 V.LEAGUE DIVISION2 WOMEN 敢闘選手賞、サーブ賞